# Пескарёв, Виктор Анатольевич
Виктор Анатольевич Пескарёв (15 января 1931, Торжок, Московская область — 2000, Москва) — инженер-конструктор, специалист в области создания ядерных боеприпасов.

## Биография
Окончил Московский авиационный институт (1955).
В 1955—1992 гг. работал во ВНИИА в должностях от инженера до начальника конструкторской бригады.

## Награды и звания
Государственная премия СССР 1986 г. — за участие в создании и освоении серийного производства ракетного противолодочного комплекса ВМФ.
Награды: орден «Знак Почёта» (1978), медали «За трудовую доблесть», «Ветеран труда».